# Weilheim an der Teck
Weilheim an der Teck es un municipio del distrito de Esslingen en el estado alemán de Baden-Wurtemberg, al suroeste de Alemania. Está situado a unos 7 km al sudeste de Kirchheim unter Teck, y a unos 13 km al sudoeste de Göppingen. Al igual que muchas otras comunidades en Alemania, incluido otro en Baden-Württemberg, los lugareños apodan al municipio simplemente como "Weilheim". Weilheim es la colina más al sureste de la región vinícola de Württemberg.
El ayuntamiento se construyó en los alrededores el mercado en 1777. En 2009 se erigió un edificio de diseño moderno con estacionamiento subterráneo.

## Historia
Los hallazgos de la prehistoria y la antigüedad indican un asentamiento muy temprano en el espacio de Weilheim. La mención escrita más antigua del lugar se encuentra el 1 de octubre de 769 en una escritura de la Abadía de Lorsch. En los años 1050 a 1070 fundó Berthold II, duque de Carintia de la Casa de Zähringen Limburgo y preboste en Weilheim, que permaneció durante 20 años como sede de la Casa de Zährigen.